# Haplochromis venator
Haplochromis venator е вид лъчеперка от семейство Цихлиди (Cichlidae). Видът е застрашен от изчезване.

## Разпространение
Разпространен е в Уганда.